# Frederic Guillem II de Prússia
Frederic Guillem II de Prússia (alemany: Friedrich Wilhelm II. von Preußen)  (Berlín, 25 de setembre de 1744 - Potsdam, 16 de novembre de 1797), quart rei de Prússia, regnà des del 1786 fins a la seva mort.

## Biografia
Frederic Guillem era el fill d'August Guillem, Príncep de Prússia (el segon fill de rei Frederic Guillem I) i de Lluïsa Amàlia de Brunsvic-Lüneburg, cunyada de Frederic II el Gran. Nasqué a Berlín i es va convertir en hereu del tron de Prússia quan va morir el seu pare, el 1758, ja que Frederic II no va tenir fills. Va ser un jove de caràcter fàcil i amant dels plaers, gens donat a fer esforços de qualsevol tipus, i sensual per naturalesa. El seu matrimoni amb Elisabet Cristina de Brunsvic-Lüneburg, filla de Carles I (Duc de Brunsvic) – Luneburg, celebrat el 14 de juny de 1765 a Charlottenburg, va ser dissolt el 1769. Posteriorment es va casar amb Frederica Lluïsa de Hessen-Darmstadt, filla de Lluís IX, Landgrave de Hessen-Darmstad, el 14 de juliol de 1769, també a Charlottenburg. Encara que va tenir amb la seva esposa nombrosa família, la seva amant, Guillermina Enke - posteriorment comtessa Lichtenau - va exercir una poderosa influència sobre ell. Es tractava d'una dona molt ambiciosa i de gran capacitat intel·lectual.
Frederic Guillem va ser un home singularment ben plantat, dotat d'un brillant intel·lecte, i mecenes de les arts, (Beethoven, Mozart i Boccherini van gaudir dels seus favors, i la seva orquestra privada es va fer famosa a Europa). Però aquesta sensibilitat artística, li faria escàs a un rei de Prússia en vespres de la Revolució Francesa; i Frederic el Gran, qui l'havia emprat per a diversos serveis – notablement en una avortada missió confidencial a la cort de Rússia, en 1780 – va expressar obertament la seva aprensió pel caràcter del príncep i de qui l'envoltaven. El recel va resultar justificat per l'ulterior desenvolupament dels esdeveniments. L'ascens de Frederic Guillem al tron 17 d'agost de 1786 va estar seguit per una sèrie de mesures destinades a alleugerir les càrregues del poble, reformant l'opressiu sistema francès de recol·lecció d'impostos introduït per Frederic i incentivant el comerç amb la disminució dels drets de duana i la construcció de camins i canals. Això va donar al nou rei molta popularitat entre les masses, mentre les classes educades miraven complagudes l'eliminació de les restriccions imposades per Frederic sobre l'alemany, per l'admissió d'escriptors alemanys a l'Acadèmia Prussiana de les Ciències, i per l'impuls donat a les escoles i universitats.
Però aquestes reformes van estar viciades des de la seva font. En 1781, Frederic Guillem, llavors príncep de Prússia, inclinat, com moltes naturaleses sensuals, al misticisme, s'havia unit al Rosacreu i havia caigut sota l'influx de Johann Christoff Wollner (1732 – 1800), fins al punt que, des d'ara, la política real fou inspirada per aquell. Wollner, a qui Frederic el Gran havia descrit com "un sacerdot traïdor i intrigant", havia començat la vida com a tutor de la família del General lvon Itzenplitz, un noble de la Marca de Brandenburg i, després de la mort del general i per a escàndol del Rei i la noblesa, es va casar amb la filla del general i, amb el suport de sogre, es va instal·lar en una petita hisenda. Pels seus experiments pràctics i pels seus escrits, Wollner va guanyar una considerable reputació com a economista; però la seva ambició no va quedar satisfeta amb això, i va buscar estendre la seva influència unint-se, primer, als franmaçons i, després, als Rosacrucistes. Sota el seu influx, l'ordre es va estendre ràpidament i, aviat, ell es va convertir en el director suprem (Oberhauptdirektor) de diversos cercles que incloïen, entre els seus membres, prínceps, oficials i alts funcionaris.
Es va interessar en l'alquímia i en altres arts místiques, però també va resultar ser un gelós defensor del cristianisme, en perill pel patrocini de Frederic II a la Il·lustració Uns pocs mesos abans de la mort de Frederic, va escriure al seu amic, el Rosacrucista Johann Rudolph von Bischoffswerder (1741 - 1803) que la seva major ambició era ésser posat al capdavant del departament religiós de l'estat, com un indigne instrument en les mans d'Ormesus (el nom del príncep dels Rosacrucistes de Prússia), "amb el propòsit de salvar milions d'ànimes, de la perdició, i portar a tot el país de retorn a la religió de Jesucrist". Tal va ser home a qui Frederic Guillem II, immediatament després del seu ascens al tron, va cridar al seu consell. El 26 d'agost de 1786, wollner va ser designat conseller privat per a les finances (Geheimer Oberfinanzrath) i, el 2 d'octubre de 1786, va ser ennoblit. Encara que no de nom, de fet va ser el primer ministre en tots els assumptes interns: era ell qui decidia, i les reformes fiscals i econòmiques del nou regnat van ser l'aplicació de les seves teories. També Bischoffswerder - fins llavors un simple alcalde - va ser cridat als consells reals i, per a 1789, era ja un assistent general.
Aquests van ser els dos homes que van embolicar al rei en una xarxa de misteri i intriga rosacrucistes, la qual cosa va obstaculitzar qualsevol possible desenvolupament saludable de la seva política i va conduir finalment al desastre. L'oposició a Wollner va ser, al principi, prou fort per a impedir que se li confiés el departament de religió; però això també va ser superat amb el temps i el 3 de juliol de 1788 va ser designat conseller privat d'estat i de justícia i cap del departament espiritual per als afers luterans i catòlics.
La guerra va ser declarada a qui molt temps després haurien de ser dits "modernistes". El rei, amb la condició que Wollner estigués conforme amb perdonar la seva immoralitat (que Bischoffswerder – per a ser justs amb ell – va condemnar), estava ansiós d'ajudar a la croada ortodoxa. El 9 de juliol de 1788 va ser expedit el famós edicte religiós que va prohibir als ministres evangèlics ensenyar qualsevol cosa que no estigués contingut en la lletra dels seus llibres oficials; va proclamar la necessitat de protegir la religió Cristiana contra els "il·lustrats" (Aufklärer) i va col·locar els establiments educatius sota la supervisió del clergat ortodox. El 18 de desembre de 1788 va ser expedida una nova llei de censura, per a assegurar l'ortodòxia de tots els llibres publicats i, finalment, en 1791, va ser establerta, a Berlín, una espècie d'Inquisició protestant (Immediat-Examinationscommission) per a vigilar tots els càrrecs eclesiàstics i escolàstics.
En el seu zel per l'ortodòxia, Frederic Guillem va sobrepassar al seu ministre: va retreure l'"ociositat i vanitat" de Wollner per la inevitable fallida de l'intent de regular l'opinió des del poder i, en 1794, el va privar d'un dels seus càrrecs seculars, a fi que pogués tenir més temps "per a dedicar-se ell mateix a les coses de Déu"; en successius edictes, el rei va prosseguir, fins a la fi del seu regnat, fent regulacions "amb vista a mantenir en els seus estats un veritable i actiu Cristianisme, com camí per al genuí temor de Déu". Els efectes d'aquesta política de ceguesa i obscurantisme van pesar molt més que el bo que pogués resultar dels bé intencionats esforços del rei, respecte de la reforma econòmica i financera, la qual, a més, va ser espasmòdica i parcial, i va acabar despertant un major descontentament.
Però el més fatídic para Prússia va ser l'actitud del rei cap a l'exèrcit i la policia. L'exèrcit va ser el veritable fonament de l'estat Prussià, una veritat que Frederic Guillem I i Frederic el Gran havien comprès plenament; l'exèrcit havia estat la primera cura d'aquests i la seva eficiència havia estat mantinguda per la constant supervisió del seu personal. Frederic Guillem, a qui no agradaven els afers militars, va posar la seva autoritat com a "Kriegsherr" (Senyor de la Guerra) en mans d'una comissió depenent d'un suprem col·legi de guerra, sota l'adreça del Duc de Brunswick i del general Richard Joachim Heinrich von Möllendorf. Això va ser el començament del procés que va acabar en 1806, en la batalla de Jena.
En tals circumstàncies, la intervenció de Frederic Guillem en els assumptes d'Europa no va resultar benèfica per a Prússia. La Invasió prussiana d'Holanda de 1787, empresa per pures raons familiars va ser reeixida, però no va compensar Prússia el preu de la seva intervenció. L'intent d'intervenció en la guerra de Rússia i Àustria contra l'Imperi Otomà va fallar en el seu objectiu d'obtenir concessions de territori del seu aliat, i la destitució de Hertzberg (5 de juliol de 1791) assenyala l'abandó final de la tradició antiaustríaca de Frederic el Gran.
Mentrestant, la Revolució Francesa havia entrat en la seva fase més alarmant i, a l'agost de 1791, Frederic Guillem, en la trobada de Pilnitz, va acordar amb l'emperador Leopold II unir-se en suport de la causa del rei Lluís XVI de França. Però ni el caràcter del rei, ni la confusió de les finances prussianes, deguda a les seves extravagàncies, prometien cap acció efectiva. El 7 de febrer de 1792, va ser signada una aliança formal, i Frederic Guillem va prendre part, personalment, en les campanyes de 1792 i 1793. La seva acció va tenir obstacles, no obstant això, per falta de fons, i els seus consells es van concentrar en els assumptes de Polònia, que prometien un botí més ric per usar en la croada antirevolucionària de França. Prússia es va annexionar mitjançant la Segona partició de Polònia el 1793 les ciutats de Gdańsk (Danzig) i Toruń (Thorn), i els voivodats de Gniezno, Poznań, Sieradz, Kalisz, Płock, Brześć Kujawski, Inowrocław, Dobrzyń, i parts dels voivodats de Cracòvia, Rawa i Masòvia, en total, 58 000 km². Un tractat subsidiari amb Gran Bretanya i les Províncies Unides en 1794 va omplir les seves arques, però la Insurrecció de Kościuszko i l'amenaça de la intervenció de Rússia el va precipitar a signar la Pau de Basilea amb la república de França en 1795 pel que cedia els territoris renans situats a l'oest del Rin, que va ser vist per les gran monarquies com una traïció i va deixar Prússia moralment aïllada a Europa, a les vespres de la titànica lluita entre els principis monàrquics i la revolució. Després d'aixafar la Insurrecció de Kościuszko en la Tercera Partició de Polònia el 1795 va rebre Podlachia, el que quedava de Masovia, i Varsòvia.
Prússia havia pagat un preu molt car pels territoris adquirits a costa de Polònia, en 1793 i 1795 i quan, el 16 de novembre de 1797, va morir Frederic Guillem, deixà l'estat en fallida i confusió, l'exèrcit decaigut i la monarquia desacreditada. Fou succeït pel seu fill Frederic Guillem III de Prússia.

## Descendència
Frederic Guillem II va tenir els següents fills: 
- De Isabel Cristina de Brunswick-Lüneburg: 
  - Frederica Carlota (1767-1820), qui va arribar a ser Duquessa de York, pel seu matrimoni amb Frederic, Duc de York.
- De Frederica Lluïsa de Hessen-Darmstadt: 
  - Frederic Guillem (1770 – 1840), rei de Prússia, que es va casar primer amb Lluïsa de Mecklenburg-Strelitz i després amb Augusta de Harrach.
  - Cristina (1772-1773)
  - Lluis Carles (1773-1796), que es va casar amb la duquessa Frederica de Mecklenburg-Strelitz
  - Guillemina (1774-1837), que es va casar amb Guillem d'Orange, rei d'Països Baixos.
  - Augusta (1780-1841), que es va casar amb Guillem II de Hessen-Kassel.
  - Enric (1781-1846)
  - Guillem (1783-1851), casat amb la langravina Maria Anna de Hessen-Homburg

A més de les seves relacions amb el seu amant amb títol de noblesa, la comtessa Lichtenau, el rei - qui era francament polígam - va contreure dos "matrimonis de la mà esquerra" amb Fraulein von Voss i la Comtessa Donhoff.